# SEMA4D
Semaforina 4D (SEMA4D) también conocido como grupo de diferenciación 100 (CD100), es una proteína perteneciente a la familia de la semaforina  que en los seres humanos está codificada por el SEMA4D gen.

## Función
La semaforina 4D (Sema 4D) es una molécula de guía de axones que es secretada por oligodendrocitos e induce el colapso del cono de crecimiento en el sistema nervioso central. Al unirse al receptor de plexina B1, funciona como una proteína activadora de R-Ras GTPasa (GAP) y repele los conos de crecimiento de axones en el sistema nervioso central maduro.
En el sistema inmunológico, CD100 se une a CD72 para activar las células B y las células dendríticas, aunque todavía se está investigando mucho sobre esta interacción.
Durante la reparación de daños en la piel, SEMA4D interactúa con Plexin B2 en las células T Gamma delta para desempeñar un papel en el proceso de curación.